# عدنان يلماز (محافظ، 1954)
عدنان يلماز (بالتركية: Adnan Yılmaz)‏, (ولد: 1954, «غُرُن» في سيواس, تركيا) بيروقراطي تركي. وهو المحافظ السابع لمحافظة دوزجه.

## نشأته
ولد «عدنان يلماز» في سيواس في عام 1954، وتخرج من كلية الحقوق بجامعة إسطنبول في عام 1977. ثم ترشح ليصبح قائم مقام. وهو متزوج ولديه ثلاثة أطفال. وهو الأخ الأكبر لعضو البرلمان عن حزب العدالة والتنمية عصمت يلماز وزير الدفاع السابق والمتحدث باسم البرلمان التركي حاليًا.

## عمله الرسمي
عمل «يلماز» قائم مقام لعدة بلدات تركية منها شبین قره‌ حصار ومدينة نصيبين وغيرها من المدن. كان يعمل لاحقا كمفتش للخدمة المدنية إلى أن أصبح رئيسًا للمفتشين، وبعد ذلك شغل منصب رئيس قسم تطوير الإستراتيجية في وزارة الداخلية التركية. في 1 أغسطس 2012، عينته الحكومة ليكون المحافظ السابع لمحافظة دوزجه، في فترة حكم الرئيس عبد الله غول، وترك منصبه في 18 أغسطس 2013.